# تپه اطراف شهر سوخته ۸۳
تپه اقماری شهر سوخته ۸۳ مربوط به هزاره سوم و ۲ قم است و در شهرستان زابل، بخش شیب آب، روستای لوتک واقع شده و این اثر در تاریخ ۱۱ مرداد ۱۳۸۴ با شمارهٔ ثبت ۱۲۵۳۱ به‌عنوان یکی از آثار ملی ایران به ثبت رسیده است.